# Andrew Howe
Andrew Curtis Howe (* 12. května 1985, Los Angeles, USA) je italský atlet, jehož specializací je skok daleký, dříve se též věnoval běhu na 200 metrů.
V roce 2009 přišel kvůli operaci Achillovy šlachy o mistrovství světa v Berlíně. 